# 퀸 로드
퀸 로드(Quinn Lord, 1999년 2월 19일 ~ )는 캐나다의 배우이다.

## 출연 작품
- 데이트 앤 스위치 (2014)
- 사이버 시덕션  (2012)
- 포제션 : 악령의 상자 (2012)
- 이메지네룸 (2012)
- 인 데어 스킨 (2012)
- 최후의 크리스마스 (2011)
- 애프터눈 티 (2011)
- 세컨드 찬스 (2010)
- 데이드림 네이션 (2010)
- 산타 버디즈 (2009)
- 더 홀 (2009)
- 스페이스 버디즈 (2009)
- 파르나서스 박사의 상상극장 (2009)
- 에디슨 앤 레오 (2008)
- 서배티컬 (2007)
- 트릭 오어 트릿 (2007)
- 우리가 불 속에서 잃어버린 것들 (2007)
- 마스터즈 오브 호러 시즌 2 에피소드 9 - 아이스크림 비명 (2007)
- 화이트 노이즈 2 (2007)
- 내 생애 가장 징글징글한 크리스마스 (2006)
- 터미널 시티 (2005)
- 스몰빌 (2001)